# Akira Jimbo

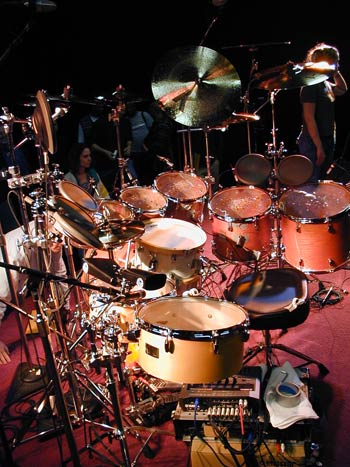
Instrumentos de Akira Jimbo.

Akira Jimbo, también llamado Akira Jinbo (27 de febrero 1959, Tokio?), es un compositor y productor japonés conocido por su independencia musical con la batería y por la fusión de baterías electrónicas y acústicas. Es solista y baterista de la banda de jazz-fusión Casiopea. Ha participado en varios proyectos con otros músicos como Keiko Matsui, Shambara y el bajista Brian Bromberg. Es un músico con una notable habilidad técnica. Se ha convertido en el primer batería japonés en alcanzar fama mundial en los circuitos de clínicas. Su asombrosa capacidad ambidiestra y dominio tanto de sonidos acústicos como electrónicos proporciona siempre unas espectaculares demos.

## Biografía
Akira se hace famoso con el grupo japonés de jazz-fusión Casiopea. Casiopea se formó en 1979 por el guitarrista Issei Noro, el teclista Minoru Mukaiya, el bajista Tetsuo Sakurai y el baterista Takashi Sasaki. El grupo sacó su primer disco en mayo de 1979, una mezcla de jazz y funk con gran energía potenciada por la sección de metales de las estrellas americanas Michael y Randy Brecker y David Sanborn. Akira se incorporó al grupo en 1980, coincidiendo con la aparición del tercer disco, el primero de varios en directo. Akira continuó en el grupo hasta el fin de la década, tiempo durante el cual realizaron tres giras mundiales, apareciendo en Europa por primera vez en 1983. 
Los logros de Akira han sido notables desde que empezó a tocar la batería a los 17 años, inspirado por Steve Gadd. Estudió en la Keio University de Tokio y tocó la batería en grandes grupos. Con Casiopea pudo desarrollar su talento como baterista y compositor en más de una docena de discos. En 1989, Akira y su compañero y bajista Tetsuo Sakurai, abandonan la formación durante varios años. En el año 1996, Akira regresa a Casiopea con un trabajo a tiempo parcial. Grabó nuevos discos y contribuyó en algunas composiciones.
Al dejar Casiopea en 1989, Akira formó el grupo Jimsaku, donde tocó con Keiko Matsui, Shambara y muchos otros. Durante los años Akira realiza varios discos como solista, incluyendo Cotton (1986), Palette (1991), Slow Boat (1992) y Lime Pie (1994). También hizo varios vídeos didácticos titulados Metamorphosis (1992), Pulse (1995), Independence (1998) y Evolution (1999).

## Drum set (componentes de la batería)
Un aspecto peculiar de la batería de Jimbo es su configuración. Usa baterías Yamaha y platos Zildjian, junto con "triggers" electrónicos Yamaha, con los cuales crea un conjunto de diferentes sonidos y estilos.
Batería acústica:
- WSD13AJ 〈13"×7"〉 Beech Custom Akira Jimbo Sig. Snare,
- NBD1522UAJ 〈22"×17"〉 Bass Drum,
- NTT1508JAJ 〈8"×7"〉 Tom,
- NTT1510UAJ 〈10"×8"〉 Tom,
- NTT1512UAJ 〈12"×9"〉 Tom,
- NTT1514AJ 〈14"×12"〉 Tom,
- NTT1516AJ 〈16"×14"〉 Tom,
- Alex Acuna Sig. Series TM13AA 13" Timbal,
- Alex Acuna Sig. Series TM14AA 14" Timbal,

Platos:
- Zildjian K Custom Hybrid 9" Splash,
- Zildjian K Custom Hybrid 11" Splash,
- Zildjian K Custom Hybrid 13.25" Hi-Hat,
- Zildjian K Custom Hybrid 17" Crash,
- Zildjian K Custom Hybrid 19" Crash,
- Zildjian K Custom Hybrid 20" Ride,
- Zildjian K Custom Hybrid 19" China,

Hardware:
- CH-745 Cymbal Holder (5x),
- CS-945 Cymbal Stand (3x),
- DS-1100 Hydraulic Drum Stool,
- CSAT-924 Cymbal Stand Attachment (3x),
- DFP-9310 Double Foot Pedal,
- HS-1000 Hi-hat Stand,
- SS-940 Snare Drum Stand,
- TH-945 Double Tom Holder (3x),
- WS-940 Double Tom Stand (4x),

Batería electrónica:
- DXT2SU DTXTREME2S Módulo trigger,
- TP65S Pad electrónico de 3 zonas (6x),
- DT20 Drum Trigger (6x),

## Actualmente
Sus actuaciones son legendarias. Una de sus principales características es saber tocar simultáneamente el equipo acústico y electrónico en tiempo real, creando asombrosas y completas piezas musicales; contrario a otros muchos músicos que realizan clínicas ayudándose de secuencias pregrabadas. A pesar de la complejidad de sus ejecuciones, es consciente de la necesidad del "groove" para crear sensaciones, igual que su primer ídolo Steve Gadd.